# María Fernanda Araujo
María Fernanda Araujo (Argentina; 2 de febrero de 1973) es una política argentina de La Libertad Avanza. Se desempeña como presidente de la Comisión de Familiares de Caídos en Malvinas e Islas del Atlántico Sur. Es diputada de Argentina por la ciudad de Buenos Aires desde 2023.

## Biografía
Nació en 1973, en CABA, Buenos Aires, y se crio en el seno de una familia entrerriana, con su padre Elbio Laureano Araujo, su madre María del Carmen Penón, y con su hermano mayor, Elbio Eduardo Araujo, con quien tenía un fuerte vínculo.  Recién en 2003 la familia pudo confirmar que fue uno de los caídos en la batalla del Monte Longdon.

## Comisión de Familiares de Caídos en Malvinas e Islas del Atlántico Sur
Su carrera política comenzó junto a Juan José Gómez Centurión en la Agencia Gubernamental de Control donde oficiaba como empleada de atención al público de 2014 a 2017. Durante su estancia en dicha agencia fue designada por el carapintada Centurión para obtener la presidencia de la Comisión de Familiares de Caídos en la Guerra de Malvinas.[https://www.facebook.com/FamiliaresCaidosMalvinas/?locale=es_LA Comisión de Familiares de Caídos en Malvinas e Islas del Atlántico Sur..
Cómo presidente de la Comisión de Familiares recibió apoyo y financiamiento de parte de Eduardo Eurnekian para contruir el actual Cementerio de Darwin, administrado por ella misma. A través de Eduardo Eurnekian, presidente de Corporación América, Araujo conoció al economista Javier Milei quién ejercía como asesor de dicha compañía.
En su gestión a cargo de dicho cementerio, Araujo recibió varias denuncias penales por el impedimento de acceso a la verdad e identidad y la adulteración de tumbas. La denuncia recae por su negación a la exhumación y traslación de los restos de los soldados caídos a sus ciudades de orígen, ya que esto supondría el cierre del cementerio del cual recibe fondos para su fundación. Además se la acusó de discriminación por motivos ideológicos, escraches y episodios de violencia contra familiares de soldados caídos.
El primer intento de los familiares de los Héroes Caídos en poder llegar al cementerio argentino en Darwin, en las islas Malvinas, fue el 30 de abril de 1983 sin la autorización de ninguno de los 2 gobiernos. Queda fundada bajo un juramento la institución, y a bordo del Buque, se hace la promesa de volver y construir un monolito, el cual fuera 10 años después el monumento argentino que hoy está emplazado en el cementerio argentino de Darwin. A lo largo de más de 40 años, la Comisión de familiares de Caídos en Malvinas e Islas del Atlántico Sur
* La construcción del monumento que fuera emplazado en el Cementerio Argentino en Darwin, ubicado en la Isla Soledad, en las Islas Malvinas. Fue un arduo y costoso trabajo para todos los involucrados en este proyecto. * Se logró, hasta la fecha, un total de 30 viajes al Cementerio Argentino en Darwin y 2 viajes al lugar del hundimiento del Crucero ARA General Belgrano para que los familiares de nuestros Héroes Caídos puedan honrarlos y realizar su duelo en el lugar que corresponde.
* Peregrinación desde la Quiaca hasta la Antártida de la imagen de la Virgen de Luján para que llevara sus bendiciones de todo el país y luego inaugurar el Monumento del Cementerio Argentino en Darwin. Lugar en donde fue entronizada el 10 de octubre de 2009, llevando a más de 600 familiares a visitar nuestro cementerio.[cita requerida]
* La participación y organización en el "Plan Proyecto Humanitario Malvinas" en conjunto con el Comité Internacional de la Cruz Roja, el Ministerio de Relaciones Exteriores y Culto de la Nación, el Equipo de Antropología Forense, la Fundación "No Me Olvides", Ministerio de Salud y Desarrollo Social de la Nación y el Centro de Asistencia a las Víctimas de Violaciones de Derechos Humanos "Dr. Fernando Ulloa"; en el proceso de localización de nuestros Héroes que estaban en el Cementerio Como "Soldado Argentino Solo Conocido Por Dios". 
* Entronización, en guardia y custodia, de las placas "Soldado Argentino Solo Conocido Por Dios" en lugares emblemáticos, a lo largo y ancho del país, las cuales fueron traídas del Cementerio Argentino en Darwin luego de las recientes localizaciones de nuestros Héroes Caídos en Malvinas.

## Proyecto Humanitario
En enero y febrero de 1983, el ejército británico rescató los cuerpos de los soldados argentinos de los campos de batalla de la guerra de Malvinas. Construyeron un cementerio, el de Darwin. Allí los sepultaron. El propósito era noble: dignificar su muerte. Pero 122 soldados no pudieron ser identificados. Muchos de nuestros combatientes no tenían la chapa identificatoria con sus nombres. 
La convención abordó los cimientos que solventaron el éxito en la negociación entre ambos estados, se realizó un balance sobre las lecciones aprendidas de la implementación del Programa Humanitario, se distinguió el valor del derecho internacional humanitario, el rol indispensable de una organización neutral como la Cruz Roja, y se presentaron resultados del intercambio de prácticas forenses derivadas del proyecto. 
El Plan Proyecto Humanitario Malvinas es una misión especial que busca saldar una deuda histórica. Según la descripción de la Secretaría de Derechos Humanos y Pluralismo Cultural, es un programa de estricto carácter humanitario y confidencial que no interviene en el reclamo de derecho de soberanía sobre las islas. Precisó de la recolección de muestras de ADN tomadas entre marzo y diciembre de 2017 con el debido consentimiento de cada familia.
La iniciativa comenzó en 2012 luego de la solicitud del gobierno argentino al CIRC para que en su facultad de intermediario pudiera ayudar a identificar a los soldados caídos que fueron sepultados bajo lápidas con la inscripción “Soldado argentino solo conocido por Dios”. 
La negociación diplomática fue fructífera y encomendó los trabajos de identificación de los 122 héroes sepultados en el Cementerio de Darwin.

## Ceremonia Rosa por la Paz
En el año 2016, María Fernanda Araujo fue invitada por el embajador Carlos Sarsale a la entrega de la Rosa por la Paz.
El encuentro se realizó en Londres con una ceremonia de reconocimiento al Coronel Geoffrey Cardozo, al VGM argentino Julio Aro, a la periodista Gabriela Cociffi y al músico Roger Waters, por su contribución al proyecto de identificación de los soldados argentinos no identificados enterrados en el cementerio de Darwin en las Islas Malvinas.
Durante la ceremonia, que tuvo lugar en la Residencia Oficial Argentina, el orfebre Juan Carlos Pallarols entregó a cada uno de los homenajeados, sus emblemáticas Rosas Por la Paz, junto al Embajador argentino Carlos Sersale, ante la presencia de familiares de Caídos en Malvinas, María Fernanda Araujo (presidente de la Comisión) y Said Osvaldo y Dalal Massad, VGM, Nigel Baker (director para Sudamérica del Ministerio de Relaciones exteriores del Reino Unido), el responsable de la logística del viaje de los familiares a las Islas el 26 de marzo Roberto Curilovic (Aeropuertos Argentina 2000), y Laurent Corbaz (jefe del Plan de Proyecto Humanitario de la Cruz Roja Internacional-CICR), entre otros.

## Viaje a Ginebra
En 2018 María Fernanda Araujo realizó un viaje a Ginebra, Suiza en el marco de un reconocimiento del Plan Humanitario Malvinas que permitió la identificación de los soldados argentinos sepultados en Darwin.
Se celebró en la sede del Comité Internacional de la Cruz Roja. En el encuentro titulado "la diplomacia al servicio de objetivos humanitarios" se distinguió las tareas de cooperación entre los gobiernos argentinos y británicos en la identificación de los 122 soldados sepultados.
Al evento asistieron Claudio Avruj, por Derechos Humanos y Pluralismo Cultural de Argentina, y el representante permanente del Reino Unido el Ginebra, embajador Julian Braithwaite. Como invitados especiales que tuvieron participación en el Proyecto, estuvieron los excombatientes Geoffrey Cardozo y Julio Aro, la presidente de la Comisión de Familiares, María Fernando Araujo, el jefe forense del PPH, Morris Tidball-Binz, el embajador Carlos Foradori. También estuvo invitado Eduardo Eurnekian, CEO de Corporación América, quien desde hace años apadrina al cementerio de Darwin, a la Comisión de Familiares y fue quien se hizo cargo del histórico viaje a las islas el 26 de marzo, cuando se dispusieron las placas con los nombres de los soldados identificados. En representación de la Corporación viajó Roberto Curilovic, VGM, y gerente de Logística de Aeropuertos Argentina 2000, quien fue piloto durante el conflicto de 1982.

## Historial electoral
| Año  | Candidatura                                      | Partido / Coalición             | Elección     | votos   | Porcentaje       | Resultado                   |
| ---- | ------------------------------------------------ | ------------------------------- | ------------ | ------- | ---------------- | --------------------------- |
| 2021 | Diputado de la Nación por Ciudad de Buenos Aires | Frente NOS / La Libertad Avanza | Legislativas | 313.808 | \| \| 17,04 % \| | No electa (4.º lugar lista) |
|      | 17,04 %                                          |                                 |              |         |                  |                             |

## Vida política
María Fernanda Araujo, militante celeste contraria al aborto, hizo campaña junto a Javier Milei y Victoria Villarruel, con el lema por “defensa de la vida, la familia y la libertad”.[1]
Tras la renuncia de Milei y Villarruel como diputados, para asumir la Presidencia y Vicepresidencia de la Nación el día 10 de diciembre de 2023, fueron reemplazados en sus bancas por los diputados electos Nicolás Emma y María Fernanda Araujo, quienes figuraron tercero y cuarto en la lista que compitió en los comicios del 2021, y completarán los mandatos que vencen el 9 de diciembre del 2025.

## Consejo Nacional de Asuntos relativos a las Islas Malvinas
El Consejo Nacional de Asuntos relativos a las Islas Malvinas, creado por Ley 27.558, tiene como objetivo central generar los consensos políticos y sociales necesarios para diseñar e implementar políticas de Estado que contribuyan al ejercicio pleno de la soberanía sobre las Islas Malvinas, Georgias de Sur, Sandwich del Sur y los espacios marítimos circundantes. Constituye un espacio plural para generar consensos y elevar propuestas al Poder Ejecutivo para resolver esta disputa, en el marco de la cláusula transitoria primera de la Constitución Nacional.
Encabezada por la canciller Diana Mondino y la Secretaría de Malvinas, Antártida, Política Oceánica y Atlántico Sur, Embajadora Paola Di Chiaro, forman parte como miembros designados por el Senado y la Cámara de Diputados de la Nación, Senadora María Eugenia Duré, Senador Pablo Blanco, Senador Daniel Bensusán, Diputada María Fernanda Araujo y Diputado Héctor Stefani.